# Ludwig von Mühlenfels
Ludwig von Mühlenfels (* 5. September 1793 in Groß Kordshagen; † 14. Juni 1861 in Greifswald) war ein deutscher Literaturhistoriker und Richter.

## Leben

### Herkunft
Mühlenfels’ Vater war der Hauptmann a. D. Gustav Anton von Mühlenfels (1767–1849), schwedischer Pfandträger des Gutes Groß Cordshagen, aus erster Ehe. Dort hatte er die Einquartierung französischer Truppen erlebt und „glühenden Franzosenhass eingesogen“. Er wurde zunächst von Hauslehrern erzogen und mit 16 Jahren in die Obhut von Theodor Ziemssen in Hanshagen gegeben. 1812 begann er an der Universität Greifswald Rechtswissenschaft zu studieren. Mit seinem Vetter Adolf († 1822) wurde er 1812 Mitglied des Corps Pomerania Greifswald.

### Befreiungskriege
Ohne Wissen seines Vaters verließ v. Mühlenfels Ende März 1813 Greifswald. Mit Carl Hahn ging er zu Fuß nach Berlin, um sich dem Lützowschen Freikorps anzuschließen. Er musste wegen geschwollener Füße zunächst in Berlin bleiben, wurde aber im April in Leipzig in die 2. Eskadron des 2. Pommerschen Ulanen-Regiments Nr. 9 eingestellt. Da sein Regiment bei Beginn des Waffenstillstandes von Pläswitz nicht die Demarkationslinie erreicht hatte, wurden die Soldaten bei Kitzen überfallen und v. Mühlenfels schwer verwundet. Er rettete sich nach Zeitz, wo ihn der Kupferschmied Wagner pflegte. Verraten und von den Franzosen gefangen genommen, wurde er in das französische Lazarett in Leipzig verbracht. Auf dem Transport nach Mainz gelang ihm und einem anderen Gefangenen bei Gelnhausen die Flucht. Nach einem Aufenthalt bei Christoph Ziemssen in Heidelberg flüchtete er an die Grenze Böhmens. Dort stieß er zur Nordarmee. Von den sieben Brüdern v. Mühlenfels standen fünf in schwedischen und zwei in österreichischen Diensten.
Über Prag und Breslau zog er nach Berlin, um sich bald darauf der Armee des schwedischen Kronprinzen Karl XIV. Johann anzuschließen. Am Tag der Schlacht bei Dennewitz erreichte er sein Hauptquartier. Er ritt in einem Dragoner-Regiment der Preußischen Armee eine glänzende Kavallerieattacke und brachte persönlich ein weichendes Bataillon zum Halten und Angreifen. Nach der Schlacht zog er als Husarenoffizier ins Herzogtum Holstein; er wurde aber bald entlassen, weil seine bei Kitzen erhaltenen Verwundungen aufbrachen.
1815 ging er an die Ruprecht-Karls-Universität Heidelberg, an der er sein Studium fortsetzte und 1816 zum Doktor der Rechte promoviert wurde. Unter den Studenten hatte sich eine Renoncenpartei gebildet. Sie stand gegen die Landsmannschaften und für die Einheit Deutschlands. In ihr nahm v. Mühlenfels bald eine führende Stellung ein. Drei Corpsbrüder (darunter Adolf v. Mühlenfels) und einige Mitglieder der Greifswalder Sueco-Pomerania gehörten dazu. Aus der Renoncenpartei ging die Alte Heidelberger Burschenschaft hervor. Von den Pommern traten zur Burschenschaft über die beiden v. Mühlenfels, Blanck, Tamms, Dieffenbach, Rassow, Wallenius, Johannes, Grossheim, Schreiber und Berger.

### Demagogenverfolgung
Ludwig v. Mühlenfels arbeitete danach beim Staatsprokurator in Köln und wurde 1817 dessen Vertreter am örtlichen Kreisgericht. Im Juli 1819 wurde er im Rahmen der Untersuchung staatsgefährdender Umtriebe verhaftet. Das Preußische Polizeiministerium ließ ihn nach Berlin bringen und vor die „Immediat-Untersuchungskommission zur Ermittlung hochverräterischer Verbindungen und anderer gefährlicher Umtriebe“ stellen. Mühlenfels verweigerte die Aussage und bestritt die Zuständigkeit der Kommission. Berichterstatter für die Immediatkommission war E. T. A. Hoffmann, der in seiner Untersuchung zu dem Schluss kam, dass Mühlenfels Meinungsäußerungen nicht justiziabel seien. Die darauf von der Kommission im August 1820 geforderte Einstellung der Untersuchung und umgehende Haftentlassung lehnte der Polizeidirektor Karl Albert von Kamptz ab. Er forderte, Mühlenfels zu Sachaussagen zu bewegen. Anfang Mai 1821 wurde schließlich angeordnet, ihn vor Gericht zu stellen. In der Nacht vom 5. zum 6. Mai gelang ihm jedoch nach 23-monatiger Untersuchungshaft die Flucht aus der Berliner Stadtvogtei.

### Exil
Er ging nach Schweden, wo er bei einer Familie in Göteborg und bei Stockholm als Hauslehrer arbeitete. Als er 1828 nach Nordamerika emigrieren wollte, erhielt er einen Ruf an die University of London, wo er Professor für deutsche und nordische Sprache und Literatur wurde. Von London aus betrieb er seine Rehabilitierung in Deutschland. 1829 reiste er zu einer Gerichtsverhandlung nach Deutschland. Er wurde freigesprochen und wieder in den preußischen Staatsdienst aufgenommen. Für den Fall einer erneuten Verfolgung hielt er sich London als möglichen Rückzug offen. Der Orientalist Friedrich August Rosen übernahm seine Seminare und den Verkauf seiner Vorlesungsmanuskripte. Offiziell kündigte Mühlenfels erst im August 1831 in London.

### Richter in Preußen
Ludwig von Mühlenfels wurde ab 1830 zunächst beim Oberappellationsgericht in Frankfurt (Oder) beschäftigt. 1834 kam er als Oberlandesgerichtsassessor an das Oberlandesgericht Stettin. Seit 1836 am Oberlandesgericht Naumburg, wurde er 1846 zum Oberappellationsgericht Greifswald versetzt.
Der Deutsche Bund entsandte ihn im Herbst 1848 als Reichskommissar nach Thüringen, um mit Bundestruppen die Deutsche Revolution 1848/1849 zu bekämpfen.

### Familie
Ludwig von Mühlenfels heiratete am 22. Oktober 1843 Luise Guticke (1823–1872).
Ihr ältester Sohn Otto wurde später Eisenbahndirektionspräsident. Sein jüngerer Bruder Seth Max von Mühlenfels (* 1853) war als Oberst u. a. Kommandeur des Infanterie-Regiment 95. Auch sein jüngster Bruder Karl Ludwig (1855–1920) durchlief eine soldatische Laufbahn und stieg bis zum Generalleutnant auf.

## Schriften (Auswahl)
- Antrittsrede, gehalten auf der Universität zu London am 30. October 1828. Löffler, Stralsund 1830 (übersetzt von Carl Heinrich Tamms).
- A manual of german literature, containing classical specimens of German prose and poetry, systematically arranged. 2 Teile, Taylor, London 1830.
- An introductory lecture on the german and northern languages and literature. London 1828 (2. Auflage, London 1829).
- An introduction to a course of german literature; in lectures to the students of the university of london. London 1830. (Google bücher)
- Berichtigung einiger mich betreffenden Angaben in der Schrift des Staats-Ministers von Kamptz : "Prüfung der grellen Irrthümer d. Stadtger.-Raths Simon". G. Reimer, Berlin 1845.